# Тропік Рака (роман)
Тропік Рака (англ. Tropic of Cancer) — роман американського письменника Генрі Міллера, вперше опублікований у 1934 році в Парижі.

## Історія
Роман є першою частиною знаменитої трилогії Міллера, до якої також входять «Чорна весна» (1936) і «Тропік Козерога» (1939). Вперше опублікований у Франції у видавництві Obelisk Press, яке спеціалізувалося на порнографічній англомовній літературі.
У 1937 році Верховний суд США заборонив публікацію книги в США та навіть заборонив ввозити її до країни через занадто сміливу еротичну тематику. Заборона була знята лише в 1964 році, коли роман отримав свою першу офіційну публікацію в США. Багатьма критиками та читачами книга вважається однією з найважливіших книг ХХ сторіччя .

## Зміст
Роман, дія якого відбувається в Парижі, складається з 15 розділів. У ньому представлений світ паризької богеми, вихідців з маргінесу, автор часто торкається еротичних тем, використовуючи відверту, майже вульгарну мову. Сам Міллер охарактеризував це як образу семи фундаментальних цінностей і символів культури: Мистецтво, Бог, Людяність, Доля, Час, Любов і Краса.

## Екранізації
«Тропік Рака» був екранізований в 1970 році Джозефом Стріком із Ріпом Торном, Джеймсом Т. Каллаханом і Еллен Берстін у головних ролях.